# Richard Hogl

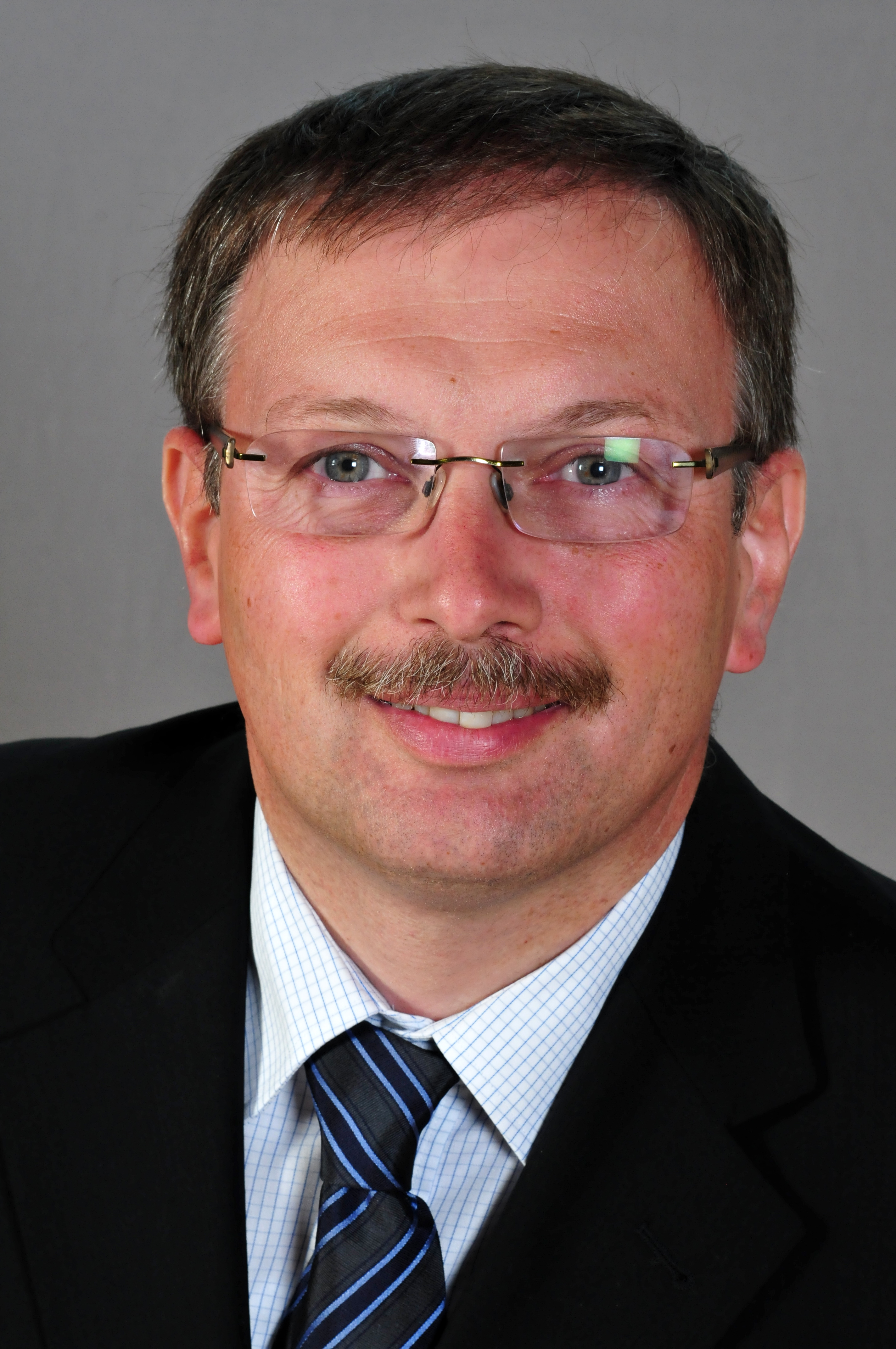
Richard Hogl 2013

Richard Hogl (* 30. Juli 1967) ist ein österreichischer Landwirt und Politiker (ÖVP). Er ist seit 2013 Abgeordneter zum Landtag von Niederösterreich. Weiters ist er Bürgermeister von Wullersdorf.

## Ausbildung und Beruf
Hogl begann seine Schullaufbahn von 1973 bis 1977 an der Volksschule Wullersdorf. Er wechselte danach von 1977 bis 1981 an die Hauptschule Wullersdorf und setzte seine Ausbildung danach ab 1981 an der Handelsakademie in Hollabrunn fort. 1982 verließ er die Handelsakademie und besuchte in der Folge von 1982 bis 1985 die Landwirtschaftliche Fachschule Hollabrunn. 1986 legte er die landwirtschaftliche Facharbeiterprüfung ab, am 17. März 1993 die Landwirtschaftsmeisterprüfung. Hogl ist beruflich als Landwirt tätig.

## Politik
Hogl wurde 1983 Mitglied der ÖVP und engagierte sich von 1985 bis 1997 als Funktionär der Jungen Volkspartei. Hogl ist seit 1995 Obmann der Bezirksbauernkammer Hollabrunn und des Bauernbundes im Teilbezirk Hollabrunn und engagiert sich seit 1996 als Funktionär der Raiffeisenbank Hollabrunn. Im Jahr 2002 wurde er Obmann der fusionierten Bezirksbauernkammer Hollabrunn. In der Raiffeisenbank Hollabrunn wurde Hogl 2006 auch zum Vorsitzenden des Aufsichtsrates gewählt. Er ist zudem seit 2003 Aufsichtsratsmitglied im Rübenbauernbund für Niederösterreich und Wien, seit 2004 Mitglied im Regionalbeirat des AMS Hollabrunn sowie seit 2004 Obmann-Stellvertreter im Hilfswerk Hollabrunn.
Im Jahr 1999 wurde Hogl zum Gemeindeparteiobmann der ÖVP-Wullersdorf gewählt, im Jahr 2000 übernahm er zudem das Amt des Teilbezirksobmann der ÖVP-Hollabrunn. 2009 wurde Hogl Vizebürgermeister von Wullersdorf, 2010 übernahm er das Amt des Bürgermeisters. Er trat bereits 1992/93 bei der Landtagsvorwahl an, wobei er von 16 Kandidaten auf den dritten Platz gewählt wurde. 1998 erreichte er bei einer weiteren Kandidatur bei der Landtagswahl mittels Vorzugsstimmen eine Verbesserung von Platz 5 auf Platz 4, 2003 und 2008 erreichte er die zweitmeisten Vorzugsstimmen hinter Marianne Lembacher. Nachdem Lembacher bei der Landtagswahl in Niederösterreich 2013 nicht mehr antrat, erreichte Hogl mit 3573 Vorzugsstimmen im Wahlkreis Hollabrunn die höchste Vorzugsstimmenzahl“ und wurde in der Folge am 24. April 2013 als Landtagsabgeordneter im Landtag von Niederösterreich angelobt.
Bei der Landtagswahl 2023 trat er als ÖVP-Spitzenkandidat im Landtagswahlkreis Hollabrunn an.